# 747 a.C.
Il 747 a.C. (DCCXLVII a.C. in numeri romani) è un anno  dell'VIII secolo a.C.